# Without You I'm Nothing
Without You I'm nothing je druhé studiové album skupiny Placebo z roku 1998. Skladba Every You Every Me je známá z filmu Velmi nebezpečné známosti.

## Seznam skladeb
| Pořadí         | Název                                                         | Délka |
| -------------- | ------------------------------------------------------------- | ----- |
| 1.             | Pure Morning                                                  | 4:14  |
| 2.             | Brick Shithouse                                               | 3:18  |
| 3.             | You Don't Care About Us                                       | 3:58  |
| 4.             | Ask for Answers                                               | 5:19  |
| 5.             | Without You I'm Nothing                                       | 4:08  |
| 6.             | Allergic (To Thoughts of Mother Earth)                        | 3:49  |
| 7.             | The Crawl                                                     | 2:59  |
| 8.             | Every You Every Me                                            | 3:33  |
| 9.             | My Sweet Prince                                               | 5:45  |
| 10.            | Summer's Gone                                                 | 3:05  |
| 11.            | Scared of Girls                                               | 3:01  |
| 12.            | Burger Queen (obsahuje skrytou skladbu Evil Dildo (od 14:46)) | 22:39 |
| Celková délka: | Celková délka:                                                | 65:48 |